# Soledad de Graciano Sánchez (kommun)
Soledad de Graciano Sánchez är en kommun i Mexiko.   Den ligger i delstaten San Luis Potosí, i den centrala delen av landet, 400 km nordväst om huvudstaden Mexico City.
Följande samhällen finns i Soledad de Graciano Sánchez:
- Soledad de Graciano Sánchez
- El Zapote
- Los Gómez
- Palma de la Cruz
- San José del Barro
- Minas de San Pedro
- Ejido Soledad
- División del Norte Primera Sección
- El Huizache
- Estación Techa
- Potrero de Adentro
- Los Noyola